# Michał Rosa (judoka)
Michał Rosa (ur. 26 marca 1988) – polski judoka.
Były zawodnik WKS Flota Gdynia (2002-2017). Brązowy medalista mistrzostw Polski seniorów 2011 w kategorii open. Ponadto m.in. młodzieżowy mistrz Polski 2010 w kategorii ponad 100 kg.